# Autour d'une cabine
Autour d'une cabine, ook Autour d’une cabine ou Mésaventures d’un copurchic aux bains de mer (letterlijk vertaald: Rond een hut of Tegenslagen van een elegante man aan de kust) is een korte Franse animatiefilm uit 1894, geregisseerd door Émile Reynaud. Het bestaat uit 636 individueel geschilderde beelden en duurt 1:52 minuut. De film werd tussen december 1894 en maart 1900 vertoond in het Musée Grévin.

## Verhaal
De film speelt zich af bij twee strandcabines en een duikplank. Een man en een vrouw springen afwisselend van de duikplank alvorens aangekleed op het strand te staan. Ze spelen met een hond om nadien hun zwemkledij aan te trekken en uit de scène te zwemmen. Een man in een zeilboot kondigt het einde van de film aan.